# Élections sénatoriales de 2008 dans la Haute-Garonne
Les élections sénatoriales dans la Haute-Garonne ont eu lieu le dimanche 21 septembre 2008. Elles ont eu pour but d'élire les sénateurs représentant le département au Sénat pour un mandat de six années.

## Contexte départemental
Lors des élections sénatoriales du 27 septembre 1998 dans la Haute-Garonne, quatre sénateurs ont été élus selon un mode de scrutin proportionnel : trois PS et un PRG.
Depuis, tous les effectifs du collège électoral des grands électeurs ont été renouvelés, avec les élections législatives françaises de 2007, les élections régionales françaises de 2004, les élections cantonales de 2004 et 2008 et les élections municipales françaises de 2008.

## Rappel des résultats de 1998
|                | Gérard Roujas           | PS             | 1 235 | 55,53  |  |  |
|                | Maryse Bergé-Lavigne    | PS             | 1 233 | 55,44  |  |  |
|                | Bertrand Auban          | PS             | 1 196 | 53,78  |  |  |
|                | Jean-Pierre Plancade    | PS             | 1 191 | 53,55  |  |  |
|                | Michel Valdiguié        | UDF            | 665   | 29,90  |  |  |
|                | Pierre Pradère          | UDF            | 664   | 29,86  |  |  |
|                | Jean-Paul Séguéla       | RPR            | 643   | 28,91  |  |  |
|                | Danielle Damin-Piquemal | RPR            | 630   | 28,33  |  |  |
|                | Claude Roudière         | UDF            | 216   | 9,71   |  |  |
|                | Bernard Marquié         | PCF            | 150   | 6,74   |  |  |
|                | Georges Escario         | MDC            | 138   | 6,21   |  |  |
|                | André Marquerie         | PCF            | 136   | 6,12   |  |  |
|                | Marie Bire              | PCF            | 132   | 5,94   |  |  |
|                | Jean-Pascal Serbera     | FN             | 84    | 3,78   |  |  |
|                | Serge Laroze            | FN             | 82    | 3,69   |  |  |
|                | Jean-Pierre Atoch       | FN             | 62    | 2,79   |  |  |
|                | Philippe Riey           | FN             | 58    | 2,61   |  |  |
|                | Jacques Agrain          | PCF            | 58    | 2,61   |  |  |
|                | Henri Arevalo           | Verts          | 45    | 2,02   |  |  |
|                | Christian Dandale       | DVD            | 5     | 0,22   |  |  |
|                | Bernard Guégan          | DVG            | 0     | 0,00   |  |  |
|                | Jean-Claude Michavila   | DVD            | 0     | 0,00   |  |  |
|                |                         |                |       |        |  |  |
| Inscrits       | Inscrits                | Inscrits       | 2 273 | 100,00 |  |  |
| Abstentions    | Abstentions             | Abstentions    | 32    | 1,41   |  |  |
| Votants        | Votants                 | Votants        | 2 241 | 98,59  |  |  |
| Blancs et nuls | Blancs et nuls          | Blancs et nuls | 17    | 0,76   |  |  |
| Exprimés       | Exprimés                | Exprimés       | 2 224 | 99,24  |  |  |

## Sénateurs sortants
| Sénateur | Sénateur             | Parti | Fonctions lors de l'élection en 1998                                   |
| -------- | -------------------- | ----- | ---------------------------------------------------------------------- |
|          | Gérard Roujas        | PS    | Sénateur sortant, conseiller général, conseiller municipal de Peyssies |
|          | Maryse Bergé-Lavigne | PS    | Sénatrice sortante                                                     |
|          | Bertrand Auban       | PS    | Conseiller général, maire d'Eup                                        |
|          | Jean-Pierre Plancade | PS    | Conseiller général                                                     |

## Présentation des listes et des candidats
Les nouveaux représentants sont élus pour une législature de 6 ans au suffrage universel indirect par les 2634 grands électeurs du département. En Haute-Garonne, les sénateurs sont élus au scrutin proportionnel plurinominal. Compte tenu des évolutions démographiques, leur nombre change en 2008, passant de 4 à 5 sénateurs à élire et 7 candidats doivent être présentés sur la liste pour qu'elle soit validée. Chaque liste de candidats est obligatoirement paritaire et alterne entre les hommes et les femmes. 9 listes ont été déposées dans le département. Elles sont présentées ici dans l'ordre de leur dépôt à la préfecture et comportent l'intitulé figurant aux dossiers de candidature.

### Parti socialiste
| N° | Candidats | Candidats             | Parti | Principale fonction                  |
| -- | --------- | --------------------- | ----- | ------------------------------------ |
| 01 |           | Bertrand Auban        | PS    | Sénateur sortant, conseiller général |
| 02 |           | Françoise Laborde     | PRG   |                                      |
| 03 |           | Jean-Jacques Mirassou | PS    | Conseiller général                   |
| 04 |           |                       | PS    |                                      |
| 05 |           |                       | PS    |                                      |
| 06 |           |                       | PS    |                                      |
| 07 |           |                       | PS    |                                      |

### Divers droite
| N° | Candidats | Candidats    | Parti | Principale fonction |
| -- | --------- | ------------ | ----- | ------------------- |
| 01 |           | André Barrès | DVD   |                     |
| 02 |           |              | DVD   |                     |
| 03 |           |              | DVD   |                     |
| 04 |           |              | DVD   |                     |
| 05 |           |              | DVD   |                     |
| 06 |           |              | DVD   |                     |
| 07 |           |              | DVD   |                     |

### Divers
| N° | Candidats | Candidats | Parti | Principale fonction |
| -- | --------- | --------- | ----- | ------------------- |
| 01 |           |           | DIV   |                     |
| 02 |           |           | DIV   |                     |
| 03 |           |           | DIV   |                     |
| 04 |           |           | DIV   |                     |
| 05 |           |           | DIV   |                     |
| 06 |           |           | DIV   |                     |
| 07 |           |           | DIV   |                     |

### Les Verts
| N° | Candidats | Candidats         | Parti | Principale fonction    |
| -- | --------- | ----------------- | ----- | ---------------------- |
| 01 |           | Didier-Claude Rod | Verts | Ancien député européen |
| 02 |           |                   | Verts |                        |
| 03 |           |                   | Verts |                        |
| 04 |           |                   | Verts |                        |
| 05 |           |                   | Verts |                        |
| 06 |           |                   | Verts |                        |
| 07 |           |                   | Verts |                        |

### Parti communiste français
| N° | Candidats | Candidats       | Parti | Principale fonction |
| -- | --------- | --------------- | ----- | ------------------- |
| 01 |           | Claude Marziani | PCF   |                     |
| 02 |           |                 | PCF   |                     |
| 03 |           |                 | PCF   |                     |
| 04 |           |                 | PCF   |                     |
| 05 |           |                 | PCF   |                     |
| 06 |           |                 | PCF   |                     |
| 07 |           |                 | PCF   |                     |

### UMP-MoDem
| N° | Candidats | Candidats         | Parti | Principale fonction                    |
| -- | --------- | ----------------- | ----- | -------------------------------------- |
| 01 |           | Alain Chatillon   | UMP   | Maire de Revel                         |
| 02 |           | Danièle Damin     | UMP   | Conseillère municipale de Toulouse     |
| 03 |           | Pierre Médevielle | MoDem | Maire de Boulogne-sur-Gesse            |
| 04 |           | Marie Dequé       | UMP   | Conseillère municipale de Toulouse     |
| 05 |           | Stéphane Mirc     | UMP   | Conseiller régional, maire de Léguevin |
| 06 |           | Solange Gay       | UMP   |                                        |
| 07 |           | Patrick Lasseube  | MoDem | Conseiller municipal de Saint-Lys      |

### Divers gauche
| N° | Candidats | Candidats            | Parti | Principale fonction                  |
| -- | --------- | -------------------- | ----- | ------------------------------------ |
| 01 |           | Jean-Pierre Plancade | PS    | Sénateur sortant, conseiller général |
| 02 |           |                      | PS    |                                      |
| 03 |           |                      | PS    |                                      |
| 04 |           |                      | PS    |                                      |
| 05 |           |                      | PS    |                                      |
| 06 |           |                      | PS    |                                      |
| 07 |           |                      | PS    |                                      |

### Front national
| N° | Candidats | Candidats   | Parti | Principale fonction                                    |
| -- | --------- | ----------- | ----- | ------------------------------------------------------ |
| 01 |           | Louis Aliot | FN    | Conseiller régional, conseiller municipal de Perpignan |
| 02 |           |             | FN    |                                                        |
| 03 |           |             | FN    |                                                        |
| 04 |           |             | FN    |                                                        |
| 05 |           |             | FN    |                                                        |
| 06 |           |             | FN    |                                                        |
| 07 |           |             | FN    |                                                        |

### Divers gauche
| N° | Candidats | Candidats       | Parti | Principale fonction |
| -- | --------- | --------------- | ----- | ------------------- |
| 01 |           | Thierry Cotelle | MRC   |                     |
| 02 |           |                 | MRC   |                     |
| 03 |           |                 | MRC   |                     |
| 04 |           |                 | MRC   |                     |
| 05 |           |                 | MRC   |                     |
| 06 |           |                 | MRC   |                     |
| 07 |           |                 | MRC   |                     |

## Résultats
| Tête de liste  | Tête de liste        | Liste          | Voix  | %      | Sièges |
| -------------- | -------------------- | -------------- | ----- | ------ | ------ |
|                | Bertrand Auban       | PS-PRG         | 1 246 | 48,31  | 3      |
|                | Alain Chatillon      | UMP-MoDem      | 539   | 20,90  | 1      |
|                | Jean-Pierre Plancade | PS             | 388   | 15,04  | 1      |
|                | Charles Marziani     | PCF            | 184   | 7,13   |        |
|                | Didier-Claude Rod    | Verts          | 129   | 5,00   |        |
|                | Alain Barrès         | DVD            | 78    | 3,02   |        |
|                | Louis Aliot          | FN             | 8     | 0,31   |        |
|                | Christian Dancale    | DIV            | 6     | 0,23   |        |
|                | Thierry Cotelle      | MRC            | 1     | 0,04   |        |
|                |                      |                |       |        |        |
| Inscrits       | Inscrits             | Inscrits       | 2 634 | 100,00 |        |
| Abstentions    | Abstentions          | Abstentions    | 15    | 0,57   |        |
| Votants        | Votants              | Votants        | 2 619 | 99,43  |        |
| Blancs et nuls | Blancs et nuls       | Blancs et nuls | 40    | 1,53   |        |
| Exprimés       | Exprimés             | Exprimés       | 2 579 | 98,47  |        |

### Sénateurs élus
| Sénateur | Sénateur              | Parti |
| -------- | --------------------- | ----- |
|          | Jean-Pierre Plancade  | PS    |
|          | Bertrand Auban        | PS    |
|          | Jean-Jacques Mirassou | PS    |
|          | Françoise Laborde     | PRG   |
|          | Alain Chatillon       | UMP   |